# Teresa Mirsojan
Teresa Hajki Mirsojan (russisch Тереза Гайковна Мирзоян, armenisch Թերեզա Հայկի Միրզոյան; * 11. August 1922 in Karakilis; † 7. August 2016 in Jerewan) war eine sowjetisch-armenische Bildhauerin und Hochschullehrerin.

## Leben
Mirsojan absolvierte das Technikum für Architektur in Tiflis (Abschluss 1939) und studierte an der Staatlichen Akademie der Künste Tiflis mit Abschluss 1946.
Nach Fortbildung in Moskau lehrte Mirsojan ab 1947 am Jerewaner Kunstinstitut (2000 Jerewaner Staatliche Kunstakademie, 2017 Staatliche Akademie der Künste Armeniens) mehr als 55 Jahre lang.
1949 wurde Mirsojan Mitglied der Union der Künstler der Armenischen Sozialistischen Sowjetrepublik (SSR). Seit 1950 beteiligte sie sich an den Ausstellungen der Union der Künstler der Armenischen SSR. Auch stellte sie ihre Werke im Ausland aus. Für ihre Skulpturen verwendete sie Marmor, Bronze, Tuff, Porzellan, Holz, Basalt u. a.

## Ehrungen
- Medaille für Ausgezeichnete Arbeit (1956)
- Verdiente Künstlerin der Armenischen SSR (1967)
- Verdiente Persönlichkeit der Künste der Armenischen SSR (1986)

## Werke

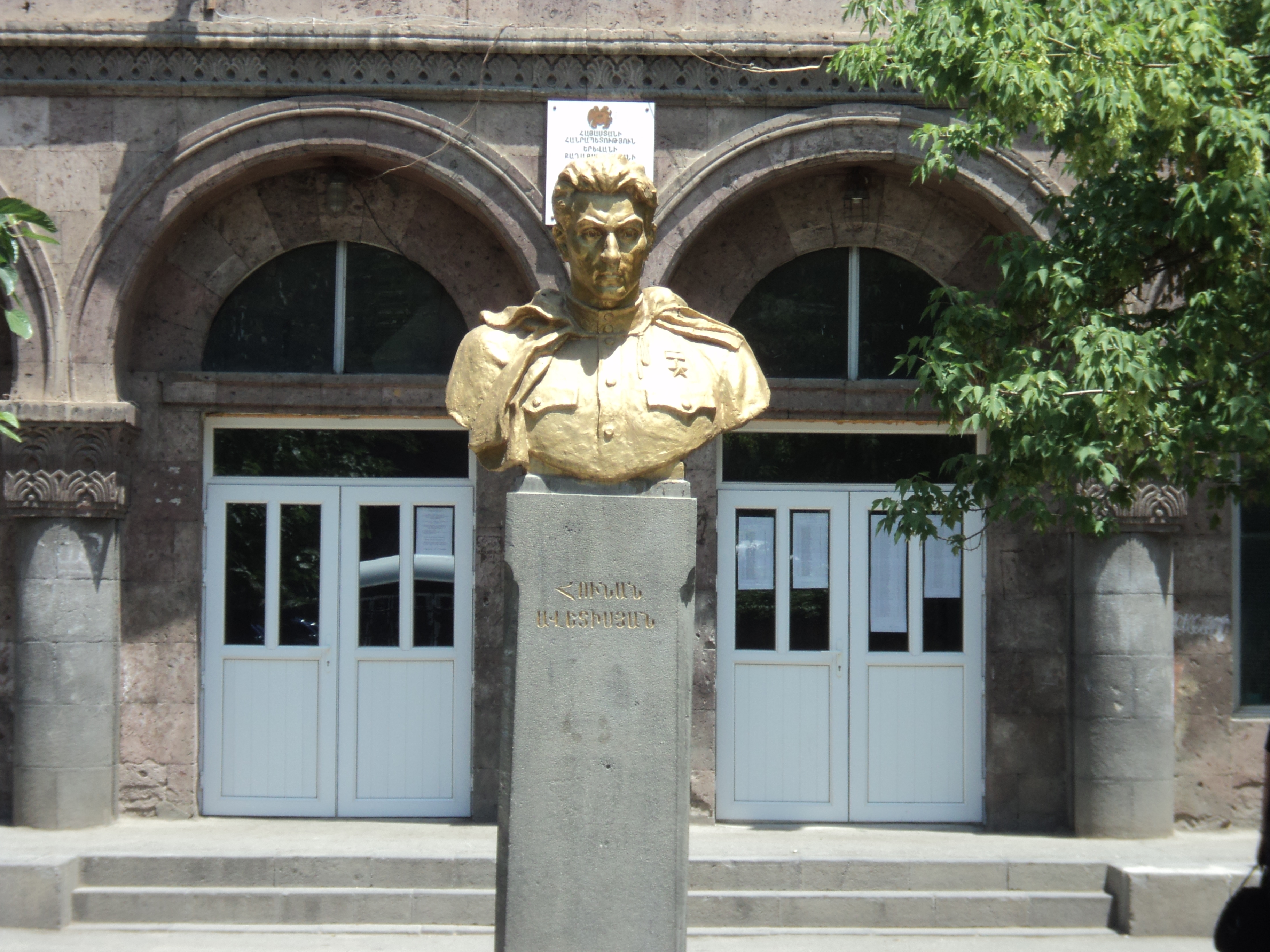
Held der Sowjetunion Hunan Awetisjan (1956), Schule Nr. 74, Jerewan
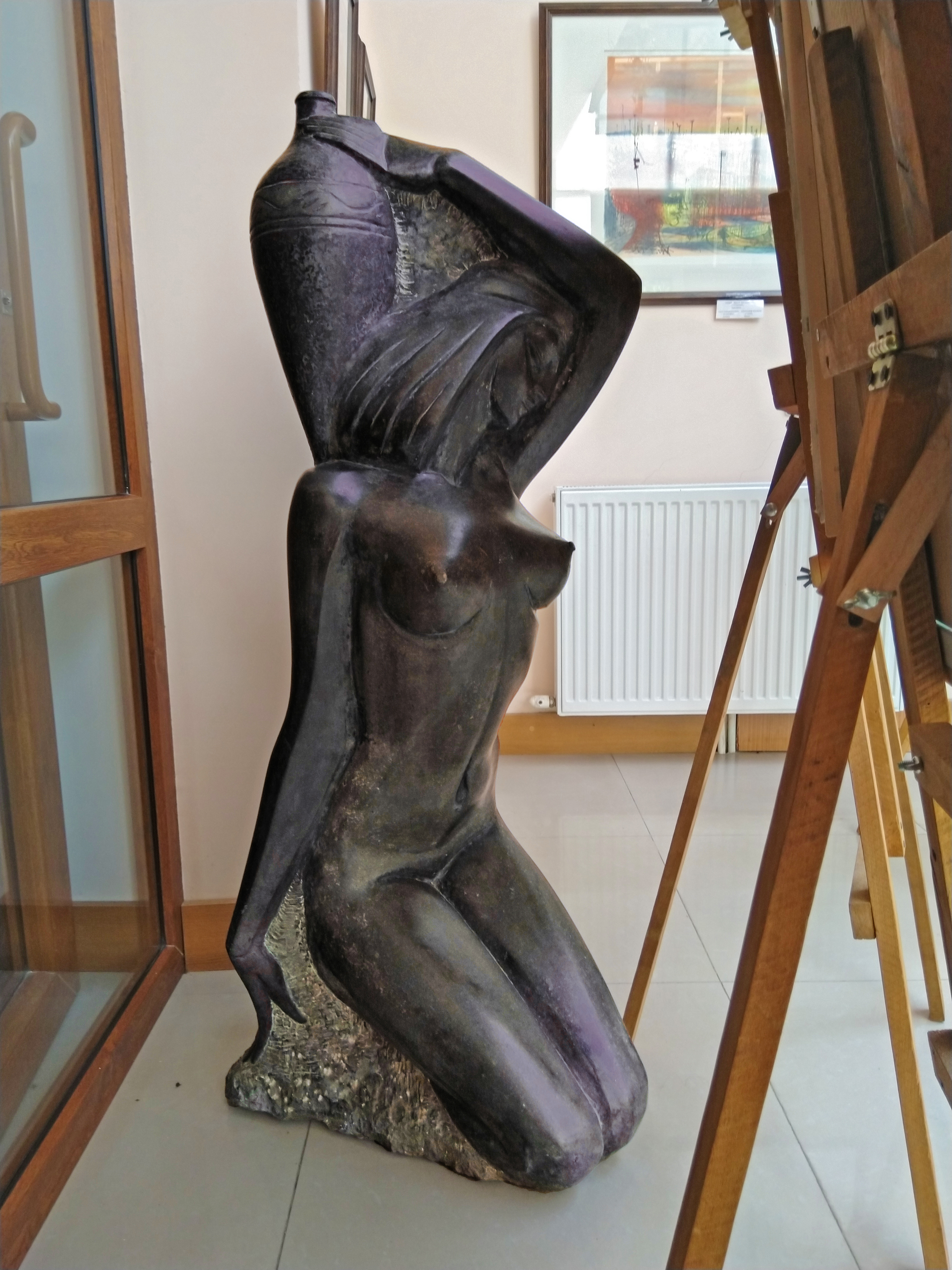
Mädchen mit Krug (1962), Geologisches Museum und Kunstgalerie Dilidschan
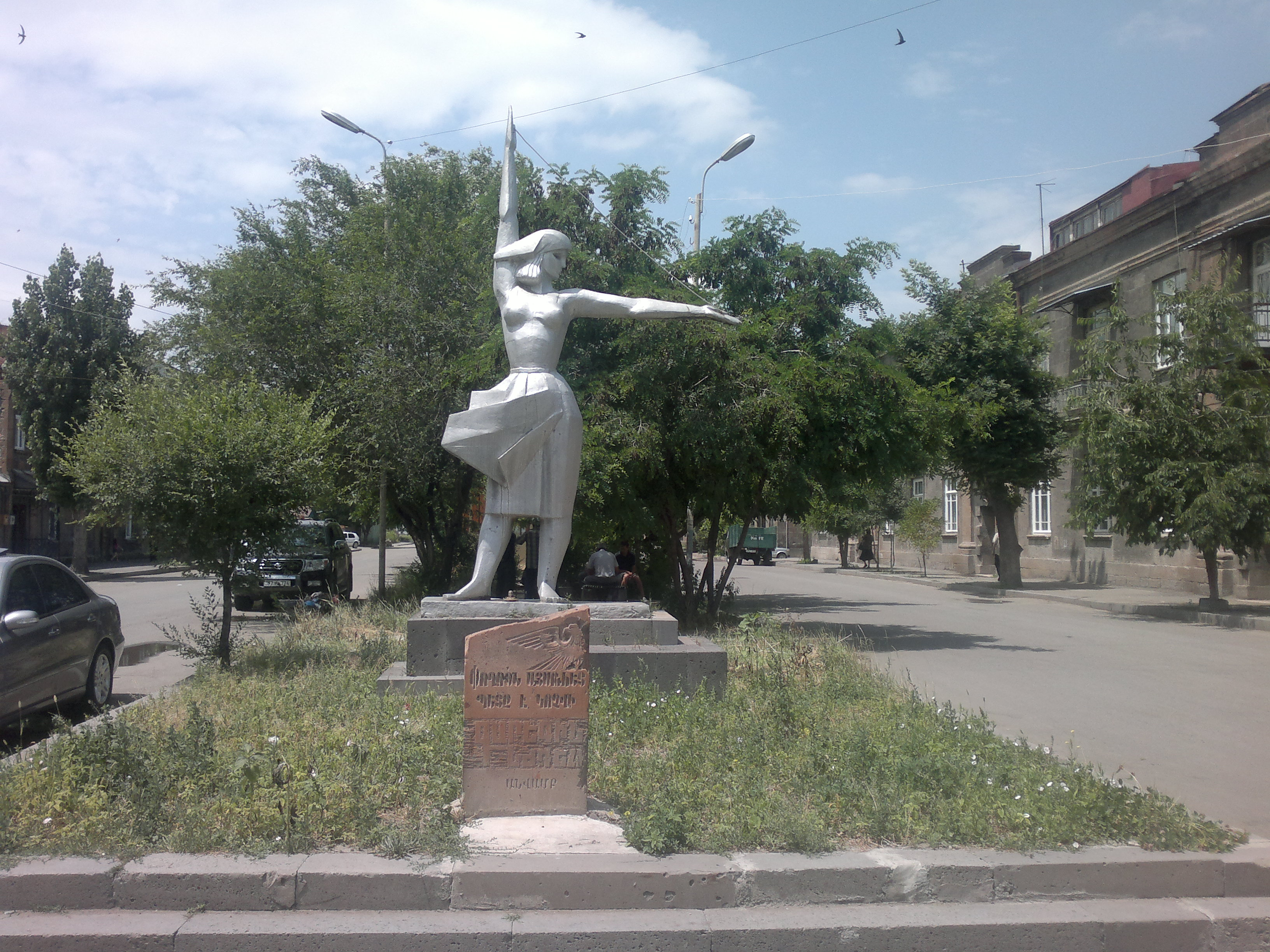
Die Weberin (1964), Gjumri
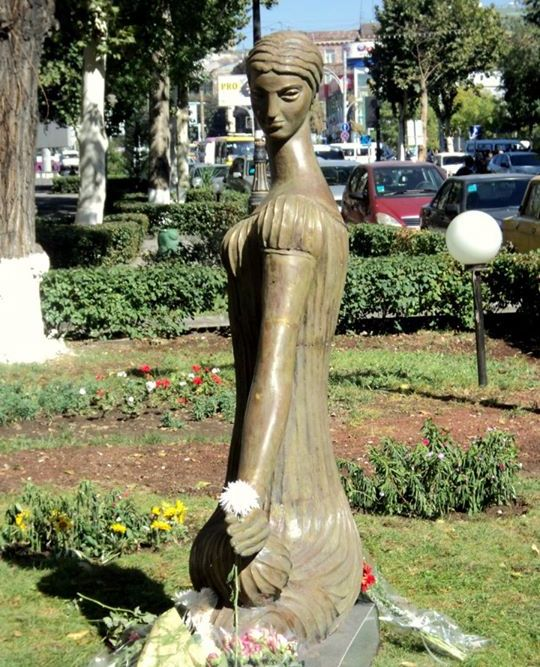
Er liebt, er liebt nicht (2012 restauriert), Jerewan
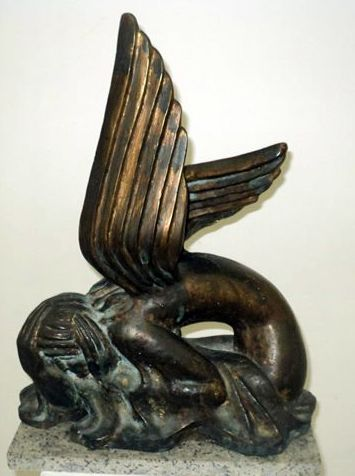
Klage

| Personendaten    | Personendaten                     |
| ---------------- | --------------------------------- |
| NAME             | Mirsojan, Teresa                  |
| ALTERNATIVNAMEN  | Мирзоян, Тереза (russisch)        |
| KURZBESCHREIBUNG | sowjetisch-armenische Bildhauerin |
| GEBURTSDATUM     | 11. August 1922                   |
| GEBURTSORT       | Karakilis                         |
| STERBEDATUM      | 7. August 2016                    |
| STERBEORT        | Jerewan                           |